# Sliders : Les Mondes parallèles
Sliders : Les Mondes parallèles (Sliders) est une série télévisée de science-fiction américaine créée par Tracy Tormé et Robert K. Weiss. Elle a été diffusée pendant cinq saisons entre 1995 et 2000. La série suit un groupe de Sliders (glisseurs), qui avec un minuteur accède à un monde parallèle. Pour les deux premières saisons, la série a été produite à Vancouver, au Canada et certains plans ont été filmés à San Francisco aux États-Unis. Elle a ensuite déménagé à Los Angeles, où ont été filmées les trois dernières saisons.
Les trois premières saisons ont été diffusées par la Fox. Après avoir été annulée par la Fox, la série a été transférée sur Sci-Fi Channel pour ses deux dernières saisons. Le dernier épisode a été diffusé en février 2000. De son côté, en France, M6 a diffusé les 4 premières saisons entre 1996 et 2000 et 13e rue la dernière saison en 2004. Au Québec, la série a été diffusée à partir de février 2000 sur Ztélé.
Son créateur Tracy Tormé conçoit une série-film qui tient d'abord sur deux saisons. La suite à partir de la saison 3 se fait peu à peu sans lui.

## Synopsis
Quinn (Jerry O’Connell) est un brillant étudiant qui a créé sans le vouloir un appareil qui ouvre un vortex donnant accès à un nombre infini de mondes parallèles. La même planète, les mêmes personnes… et pourtant tout est différent. Et si les Russes avaient gagné la guerre froide ? Et si la guerre d’Indépendance américaine n’avait pas eu lieu ? Et si le sexe faible était le sexe fort ?
Emmenant avec lui son professeur de physique Arturo (John Rhys-Davies), sa meilleure amie Wade (Sabrina Lloyd) et Rembrandt « Le charmeur » Brown un chanteur des années 1960, ces quatre « Glisseurs » (Sliders) doivent dès lors voyager d’un monde parallèle à l’autre en espérant retrouver leur Terre.

## Fiche technique
- Titre original : Sliders
- Titre français : Sliders : Les Mondes parallèles
- Création : Tracy Tormé et Robert K. Weiss
- Show runner : Tracy Tormé (saison 1 à saison 3 épisode 13), David Peckinpah (saisons 3 épisode 14 à saison 5)
- Co-showrunner : Jacob Epstein (saison 1 épisode 3 à saison 2), David Peckinpah (saisons 3 épisode 1 à saison 3 épisode 13)
- Producteurs exécutifs : Robert K. Weiss (saison 1), John Landis (saison 1), Leslie Belzberg (saison 1), Jacob Epstein (saison 2), Tracy Tormé (saison 2 à saison 3 épisode 13), Alan Barnette (saisons 2 et 3), David Peckinpah (saison 3 à saison 5), Marc Scott Zicree (saison 4)
- Sociétés de distribution : Fox, Sci Fi Channel (États-Unis) ; M6 (France)
- Pays de production :  Canada,  États-Unis
- Langue originale : anglais
- Durée : 44 minutes
- Tournage : De 1994 à 1999
- Dates de première diffusion :
  -  États-Unis : 22 mars 1995 (Fox)
  -  France : 16 avril 1996 (M6)

Version française
- Société de doublage : Start International (saisons 1 à 3) et Studio Lincoln (saisons 4 à 5)[1]
- Direction artistique : Philippe Carbonnier (saisons 1 à 3) et Jean-Yves Brousselle (saisons 4 à 5)[1]
- Adaptation des dialogues : Bruno Chevillard, Marie-Dominique Bergey et Françoise Ménébrode[1]
- Enregistrement : Patrick Lenoy[1]

## Distribution

### Acteurs principaux
- Jerry O'Connell (VF : Thierry Wermuth) : Quinn Mallory (saisons 1 à 4) étudiant et vendeur chez Doppler avant la glisse
- Sabrina Lloyd (VF : Barbara Tissier) : Wade Wells (saisons 1 à 3 et invitée saison 5) vendeuse chez Doppler avant la glisse
- Cleavant Derricks (VF : Jérôme Keen pendant les trois premières saisons, puis Bruno Magne) : Rembrandt Brown chanteur avant la glisse dit « Le Charmeur »
- John Rhys-Davies (VF : Jean-Claude Sachot) : Pr Maximillian Arturo (saisons 1 à 3) professeur de sciences avant la glisse
- Kari Wuhrer (VF : Monika Lawinska) : Maggie Beckett (saisons 3 à 5) Capitaine dans l'armée avant la glisse
- Charlie O'Connell (VF : Cédric Dumond) : Colin Mallory (saison 4) frère biologique de Quinn amish avant la glisse
- Robert Floyd (VF : Xavier Fagnon) : Mallory (saison 5) double de Quinn avec lequel il a fusionné cobaye avant la glisse
- Tembi Locke (VF : Nathalie Karsenti) : Dr Diana Davis (saison 5) Assistante du docteur Geiger avant la glisse

La série se concentre sur une équipe de 4 Sliders qui change à la fin de la saison 3. La saison 3 amène un nouveau personnage Maggie. La saison 4 amène un nouveau personnage Colin. La saison 5 amène deux nouveaux personnages Mallory et Diana.
La première équipe Sliders avec les 4 quatre premiers acteurs voir l'image
Avant d'incarner Colin Mallory dans la saison 4, Charlie O'Connell avait fait des apparitions dans deux épisodes précédents : saison 2 : épisode 13 (Le monde de Chronos) dans le rôle de Kit Richards et saison 3 : épisode 7 (Un monde enchanté) dans le rôle de l'officier O'Hara.

### Acteurs récurrents
- Linda Henning (VF : Denise Roland) : Amanda Mallory la mère de Quinn
- Jason Gaffney (VF : Cyrille Artaux) : Conrad Bennish Jr. (saisons 1 à 2) l'étudiant déjanté
- Gary Jones : Michael Hurley (saisons 1 à 2) le directeur de magasin Doppler
- Alex Bruhanski : Pavel Kurlienko (saisons 1 à 2) le chauffeur de taxi
- John Novak (en) : Ross J. Kelly (saisons 1 à 2) l'avocat de la télé
- Will Sasso (VF : Jacques Bouanich) : Gomez Calhoun (saisons 1 à 2) le réceptionniste de l'hôtel
- Franck C. Turner : Crazy Kenny (saison 1 à 2) le sans-abri
- Lester Barrie (en) : Elston Diggs (saison 3) le serveur de l'hôtel
- Neil Dickson (en) (VF : Hervé Bellon) : Colonel Angus Rickman n°2 (saison 3)
- Marnie McPhail : Elizabeth Mallory (saison 4) la mère biologique de Quinn
- Israel Juarbe : Gomez Calhoun (saisons 4 à 5) le réceptionniste de l'hôtel
- Peter Jurasik : Oberon Geiger (saison 5) docteur en physique

### Acteurs invités
- Barry Pepper : Skidd (Saison 1 : Épisode 4)
- William B. Davis : Professeur Myman (Saison 1 : Épisode 6)
- Nicholas Lea : Ryan Simms (Saison 1 : Épisode 9 / Saison 2 : Épisode 1)
- Jeffrey Dean Morgan : Sid (Saison 2 : Épisode 5)
- Isaac Hayes : The Prime Oracle (Saison 2 : Épisode 9)
- Brooke Langton : Daelin Richards (Saison 2 : Épisode 13) l'ex-petite amie de Quinn
- Corey Feldman : Reed Michener (Saison 3 : Épisode 3)
- Julie Benz : Jenny Michener (Saison 3 : Épisode 3)
- Gina Philips : Devin (Saison 3 : Épisode 6) la détectrice de sources
- Veronica Cartwright : The Flame (voix) (Saison 3 : Épisode 8)
- Robert Englund : Dr. James Aldohn (Saison 3 : Épisode 11)
- Roger Daltrey (VF : Hervé Bellon) : Colonel Rickman n°1 (Saison 3, épisodes 16 et 17)
- Danny Masterson : Renfield (Saison 3 : Épisode 24)
- Tommy Chong : Van Elsinger (Saison 3 : Épisode 24)
- Michael York : Dr Vargas (Saison 3 : Épisode 25)
- Melinda Clarke : Alisandra (Saison 3 : Épisode 25)
- Adrienne Barbeau : Mère Morehouse (Saison 4 : Épisode 6)
- Shane West : Kirk (Saison 4 : Épisode 11)
- Meg Foster : Colonel Margaret Burke (Saison 4 : Épisode 16)
- Kristanna Loken : Catherine Clark (Saison 4 : Épisode 22)
- Austin Nichols : Seth (Saison 5 : Épisode 4)
- Chi McBride : Mule Packer (Saison 5 : Épisode 16)

Liste non exaustive. Certains de ces acteurs ont marqué plus les esprits que d'autres et ont obtenu parfois des rôles principaux dans d'autres séries et films. Il y a notamment Brooke Langton et Gina Philips.

### Changement de casting
Au cours des trois dernières saisons, de nombreux changements ont été apportés au casting. En 1997, à la fin de la saison 3, la série a été annulée par la Fox et reprise par Sci Fi Channel ; John Rhys-Davies et Sabrina Lloyd n'ont pas renouvelé leurs contrats et ont quitté la série.
- John Rhys-Davies a été la première star à quitter la série, officiellement en raison de différences créatives, bien que d'autres versions circulent sur les raisons qui motivent ce départ. Rhys-Davies se montrait très critique envers les scénaristes et leur manque de créativité[3]. Certaines sources laissent entendre qu'il a été congédié pour avoir insulté, lors d'une fête, un dirigeant de la Fox, qui fut plus tard promu à un poste de haut niveau dans le contrôle de la programmation, y compris Sliders[4], tandis que d'autres sources affirment qu'il a été remercié afin de faire place à Kari Wuhrer, dans le but d’accroître et regagner la popularité de la série auprès des garçons adolescents et des jeunes hommes.
- Lorsque Sabrina Lloyd (Wade Wells) a quitté la série à la fin de la troisième saison, la production n'a souhaité faire aucun commentaire. Beaucoup plus tard, il a été révélé que Lloyd et Wuhrer ne s'entendaient pas à cause de l’ego de cette dernière et de certaines remarques qu'elle avait faites concernant l'engagement de Lloyd à l'égard de la série. Les discussions avec les producteurs, pour renouveler son contrat, n'aboutissent pas et il semble qu'elle ait décidé de quitter la série[5]. Comme David Peckinpah voulait retourner à une équipe composée de trois hommes et une femme, il a été décidé que Lloyd, après avoir demandé une augmentation de salaire, n'était plus nécessaire[5].
- À la fin de la saison 4, les deux frères O'Connell n'ont, eux non plus, pas renouvelé leurs contrats pour la saison 5. Jerry et Charlie O'Connell ont quitté la série pour poursuivre une carrière au cinéma et parce que Jerry voulait devenir l'un des producteurs exécutifs de la série[6].

Seul l'acteur Cleavant Derricks aura fait partie de l'intégralité de la série.

## Musique
- Dennis McCarthy (saison 1 épisode 1 et épisode 10)
- Mark Mothersbaugh (saison 1 épisodes 3 à 9)
- Anthony Marinelli (saison 2)
- Stephen Graziano (saisons 2 et 3)
- Danny Lux (saisons 3 à 5)

Le thème musical du générique de la première saison est probablement composé par Mark Mothersbaugh. Il apparaît lors de l'épisode 3 de la saison 1. Celui de la saison 2 est probablement composé par Anthony Marinelli. Il apparaît lors de l'épisode 1 de la saison 2. Et enfin celui des saisons 3, 4 et 5 est probablement composé par Danny Lux. Il apparaît lors de l'épisode 1 de la saison 3.
Le thème musical du générique de la première saison est une mélodie électronique. Celui de la saison 2 est un titre instrumental guitare électrique avec son électronique. Celui des saisons 3, 4 et 5 est une mélodie électronique. Les deux dernières saisons utilisent une version modifiée du thème de la saison 3.
Le début du thème musical dans le générique d'ouverture commence toujours par un monologue présentant le concept Et si. Il est prononcé lors des 4 premières saisons par Jerry O'Connell (Quinn) et lors de la dernière saison par Cleavant Derricks (Rembrandt).
Dennis Mc Carthy est l'auteur de la bande originale de l'épisode pilote Le monde selon Lénine (Sliders) et de l'épisode final Un monde parfait (Luck of the draw) de la saison 1. Il s'agit de titres joués par un orchestre symphonique.
Dans une interview de Robert K. Weiss en 2002 accordée à leminuteur.free.fr, on apprend que c'est lui qui murmurait "Sssssssliders" à la fin du thème musical des génériques des deux premières saisons.

## Saisons

### Saison 1
La série se déroule d'abord à San Francisco en septembre 1995. Elle parle de Quinn un étudiant en physique. Il crée dans son sous-sol un dispositif anti gravité qui s'avère être un vortex menant vers ce qu'il pense être des univers alternatifs.
Il développe son invention dans la mesure où non seulement il peut envoyer des objets par le biais de la passerelle qu'il a créée, mais aussi, avec l'utilisation d'un minuteur - un téléphone portable reconstruit qui contrôle l'ouverture du vortex et le temps à passer dans le monde parallèle, un dispositif d'espace-temps - de les faire revenir à leur point d'origine.
Il décide donc d'être le premier humain à traverser le vortex. Après sa glisse initiale, il revient à son point de départ et découvre un double de lui, provenant d'un autre univers. Ce double lui cause un peu de souci mais l'aide à résoudre la dernière pièce manquante dans l'équation du glissement, comprenant une solution à la théorie du champ unifié. Il lui permet de pouvoir accèder vers une infinité de mondes parallèles. Cependant, le double commence à avertir Quinn de quelque chose et disparaît dans le vortex avant que Quinn ait la possibilité d'entendre son avertissement en entier.
Sa meilleure amie Wade et son professeur Arturo se joignent à lui pour son deuxième essai. Comme ils sont trois, il augmente un peu l'intensité du minuteur. Ils sont aspirés par le vortex, tout comme Rembrandt, un chanteur passant près de la maison au mauvais moment.
Malheureusement pour eux, ils atterrissent dans un monde froid et austère, qui a connu une ère glaciaire. Une tornade glacée s'abat sur eux, et Quinn ne respecte pas la règle du minuteur qui impose d'attendre la fin du décompte pour pouvoir repartir. Il force le minuteur à ouvrir le passage plus tôt. De ce fait, le vortex nouvellement créé ne les ramène pas dans leur monde, mais dans un autre monde parallèle. Lorsqu'ils arrivent dans ce monde, ils pensent être revenus chez eux, mais ils découvrent peu à peu qu'il s'agit d'un monde où les russes règnent sur l'Amérique. Et le minuteur ne fonctionne plus. Pire, ils se sentent perdus. Ils ne savent pas s'ils pourront rentrer chez eux, même si le minuteur est réparé. Finalement, ils parviennent à le réparer et à s'en aller.
Dans le monde suivant, ils ne sont toujours pas chez eux. Ils en déduisent qu'ils sont perdus. Le minuteur tombe par la suite à nouveau en panne après de nouvelles tentatives de forçage. Ils parviennent à le rétablir mais ils ne peuvent plus forcer le vortex à s'ouvrir. Chaque visite dépend à présent d'un délai aléatoire pour passer d'un monde à l'autre et s'ils manquent la glisse, ils sont coincés dans le monde parallèle pendant 29 ans.
Les thèmes communs au cours de cette saison mentionnent l'exploration des questions politiques et les apparences des mêmes quatre personnages récurrents, en montrant comment leurs situations ont changé dans les réalités alternatives.
Si on veut bien accepter le postulat de départ (les mondes parallèles sont quasiment tous construits sur le même modèle que le nôtre), il permet une déclinaison aussi riche qu'intéressante sur le mode « et si …? ». Le plus souvent traitées avec humour, les histoires s'amusent à secouer les codes de la société américaine, de façon parfois un peu caricaturale mais toujours inventive.

#### La scène perdue
Dans une interview, on apprend qu'un passage essentiel a été retiré au montage de l'épisode Un monde hippie (Summer of love) dans la saison 1 pour coller aux exigences de la Fox qui souhaitait pouvoir diffuser les épisodes dans n'importe quel sens. De ce fait, le spectateur n'a pas pu savoir que la glisse dépendrait à la suite de la réparation du minuteur d'un délai de visite aléatoire d'un monde à l'autre, et que, si elle était manquée, ils seraient coincés alors dans le monde parallèle pendant 29 ans. Jusqu'alors, il était possible d'utiliser le minuteur pour glisser quand ils le voulaient.

### Saison 2
À la fin du premier épisode de la deuxième saison : Un monde mystique, le groupe revient sans doute sur son monde d'origine, et a quelques minutes pour décider si oui ou non il y est vraiment revenu. En si peu de temps, Quinn Mallory dispose de très peu de moyens pour vérifier s'ils sont ou non chez eux. Il doit utiliser des indices contextuels pour décider. Malheureusement, pendant leur absence, de petits événements ont eu lieu qu'ils croient peu probables de s'être produits sur leur propre monde, tel un titre de journal qui annonce : « O. J. Simpson arrêté pour double assassinat ». Lorsque le portail de sa maison ne grince pas, comme il le devrait dans son monde, Quinn émet l'hypothèse selon laquelle ils ne sont pas sur Terre, avant de lancer une nouvelle glisse. Il est alors révélé que le jardinier des Mallory avait huilé la porte peu de temps avant leur arrivée, et que la mère de Quinn est encore en deuil sur sa disparition.
Hormis cette visite de deux minutes sur leur monde originel, les Sliders ne sont toujours pas près de rentrer chez eux. Au cours de cette saison, ils rencontrent les Kromaggs pour la première fois, dans l'épisode Un monde d'envahisseurs. La présence des Kromaggs est de courte durée, mais ils deviennent une partie de l'intrigue principale de la série dans les saisons suivantes. Un point qui a intrigué les fans de la série durant de nombreuses années a été la fin de l'épisode Un monde de renommée, où Arturo s'était battu avec son double, et seulement un d'entre eux a glissé. Le créateur de la série Tracy Tormé a fini par confirmer, des années plus tard, que c'est le double d'Arturo qui a accompagné les Sliders à partir de cet épisode, révélation qui n'a finalement eu que très peu d'importance dans les épisodes suivants.
Vers la fin de la deuxième saison, le besoin d'élargir le champ d'action de la série se fait sentir : Wade rencontre un enchanteur qui la séduit dans ses rêves, les Sliders découvrent l'existence d'une race guerrière d'« humains alternatifs » appelés les Kromaggs… Les éléments fantastiques et surnaturels commencent à se frayer un passage, tendance qui ne fera que s'accentuer dans la troisième saison.

### Saison 3
Au début de la saison, Quinn rencontre une femme nommée Logan St. Clair, qui travaille sur la technologie mobile et décide de lui venir en aide. Plus tard, il est révélé qu'elle n'est pas seulement un double féminin de Quinn, mais poursuit un but néfaste. À la suite de leur interaction, un élément clé de la minuterie, qui assure normalement que des tourbillons de destination sont créés dans un rayon de deux miles du point de départ, a été remplacé par une version qui les pousse à glisser n'importe où dans un rayon de 400 miles. Avant cette date, leur dispositif les a emmenés dans des versions alternatives de San Francisco. Par la suite, ils pourraient arriver dans de nombreux endroits variés, mais la plupart des épisodes se déroulent dans des versions alternatives de Los Angeles.
Au cours de la saison, Arturo est diagnostiqué avec une maladie en phase terminale, ce qui lui laisse peu de temps à vivre. Quinn est le seul autre membre du groupe qui est conscient de cela et est voué au silence par Arturo.
Au cours d'une glisse dans un monde qui va bientôt être détruit par des fragments d'un pulsar, les glisseurs se retrouvent au cœur d'une opération militaire commandée par le Colonel Angus Rickman, un vétéran de la guerre du Golfe, et le Capitaine Maggie Beckett. Le but de cette opération consiste à développer la technologie de la glisse afin d'évacuer les meilleurs et les plus brillants vers un nouveau monde. Tout en aidant à la réussite de l'opération, Quinn retrouve étonnamment ce qu'il croit être sa Terre, mais découvre aussi que Maggie est incapable d'y respirer. Pendant ce temps, les glisseurs découvrent que Rickman compte assassiner les personnes évacuées en vue d'en faire des donneurs compatibles pour conjurer une maladie du cerveau étrange qu'il a contractée pendant la guerre. Afin de protéger son secret et lui-même, Rickman tue le professeur Arturo et le Dr Stephen Jensen (le mari de Maggie) avant de s'enfuir avec la seule minuterie qui contient les coordonnées de la Terre des glisseurs.
Une nouvelle mission est née - la recherche de Rickman. Maggie veut se venger pour le meurtre de son mari, et Quinn, Wade et Rembrandt veulent arrêter Rickman avant qu'il nuise à d'autres. Les Sliders veulent récupérer le minuteur de Rickman et la chance qu'il offre de finalement les renvoyer peut-être chez eux. Maggie rejoint les Sliders, et ils continuent à chasser Rickman jusqu'à sa disparition dans l'épisode final de la saison. Le minuteur de Rickman à la main, l'épisode se termine avec Quinn bousculant Wade et Rembrandt dans le tourbillon qui peut finalement les ramener chez eux. Quinn prend alors une décision de dernière seconde pour rester avec Maggie car il craint qu'elle ne puisse survivre sur son monde. Refusant d'abandonner, Quinn convainc Maggie de tenter sa chance et glisse avec elle en utilisant un minuteur restant. Quinn et Maggie n'ont pas suivi leurs amis, qui ont débarqué sur une terre inconnue parallèle, et le duo pense que des dommages affectant le minuteur ont causé un dysfonctionnement.
La saison 3 est la plus longue de la série avec 25 épisodes. Elle marque l'arrivée à la production de David E. Peckinpah, qui représente l'antéchrist pour la plupart des fans de la série. Sa préoccupation majeure a été de remplir les épisodes d'action et d'effets spéciaux, et son attitude a mené au départ de John Rhys-Davies, qui était pourtant un pilier de la série. Des critiques s’élèvent contre la médiocrité de certains épisodes et des intrigues, trop proches de certains films plus ou moins à succès.
Durant le tournage de l'épisode Un monde d'eau pure, l'acteur Ken Steadman (Cutter) est tué dans un accident de buggy. Le rôle de Ken impliquait de conduire un buggy dans le désert. Lors du troisième jour de tournage, le véhicule se retourne durant une prise de vue et écrase l'acteur, le tuant instantanément.

### Saison 4
Après trois mois et dix mondes, Quinn et Maggie retrouvent finalement la trace de leurs amis ; mais le monde a changé depuis leur dernière visite. Maintenant conquis par la Dynastie Kromagg, ce monde a envoyé Rembrandt aux horreurs d'une prison Kromagg et Wade dans un camp de reproduction Kromagg sur une Terre parallèle. Capturé et envoyé en cellule, Quinn trouve sa mère emprisonnée qui lui dit qu'il est, en fait, son fils adoptif et est en réalité originaire d'un autre monde parallèle : la Terre d'origine des Kromaggs. Avec l'aide de la résistance locale, Quinn, Maggie et Rembrandt s'échappent avec comme objectif de trouver le frère de Quinn perdu depuis longtemps qui détient la clé de l'emplacement de la planète mère des Kromaggs et l'arme qui peut libérer la Terre Principale.
Ils trouvent le frère de Quinn, Colin Mallory sur un autre monde. Leurs parents les ayant envoyés dans des mondes différents pour leur protection, après que leur monde, qui n'était plus sûr, a été attaqué par les Kromaggs. Avec Arturo et Wells partis, Colin devient le quatrième Slider et ils essayent de retrouver leurs parents biologiques, espérant qu'ils auront les réponses qu'ils cherchent et les moyens de vaincre les Kromaggs. Cette guerre avec les Kromaggs est le thème principal tout au long de la saison.

### Saison 5
Avec Jerry O'Connell et Charlie rayés de la liste des acteurs, les auteurs ont décidé de tout simplement perdre Colin dans le tourbillon, et de faire fusionner Quinn avec son homologue sur le nouveau monde, qui sera par la suite surnommé Mallory, qui a pour particularité d'être le seul double qui ne ressemble en rien à Quinn (à l'exception de Logan Saint-Clair, le double féminin de Quinn, dans un épisode de la saison trois, Un monde sans ressources). Mallory a la personnalité combinée de lui-même et du Quinn original. Il reste avec le groupe tout au long de la saison. Tandis qu'au début Mallory semble combiner l'identité des deux Quinn, l'influence du Quinn original se dissipe jusqu'à sa disparition dans Un monde prêt à disparaître.
Dans le même épisode, Un monde sans ancrage, le chercheur docteur Diana Davis devient le dernier Slider à rejoindre l'équipe. Elle se sent responsable de ce qui est arrivé à Mallory. Ils découvrent que l'arme créée par le père de Quinn, Michael Mallory, pour vaincre les Kromaggs sur Kromagg Premier a eu pour conséquence involontaire de détruire l'écosystème de cette planète.
Dans le milieu de la cinquième saison, Wade communique par télépathie avec Rembrandt, et est capable de le transporter avec les autres Sliders vers le monde où les Kromaggs la maintiennent prisonnière. Wade a été utilisée comme cobaye d'une des expériences des Kromaggs dans une tentative de libérer leur terre natale. Rembrandt n'est pas en mesure de sauver Wade, mais Wade parvient à saboter l'expérience. Rembrandt révèle qu'il sent que Wade s'en est allé. La série se termine sur un monde où les glisseurs sont l'objet d'un culte fanatique appelé glissologie, fondé par un homme doté de pouvoirs psychiques qui les a mentalement suivis dans leurs aventures interdimensionnelles. Rembrandt (le seul Slider du casting d'origine et présent durant toute la série) s'injecte un virus dans le sang capable de tuer les Kromaggs et glisse seul pour continuer la lutte contre les Kromaggs sur son monde natal.
L'équipe de production savait que la série ne serait pas renouvelée et avait économisé de l'argent provenant du budget de chaque épisode de la cinquième saison dans le but de l'utiliser dans la narration d'une dernière bataille épique pour l'épisode final de la saison. Au lieu de cela, l'argent a finalement été utilisé dans l'avant-dernier épisode, Eye of the Storm, le dernier épisode prenant fin avec un cliffhanger en suspens, qui a été proposé par le producteur exécutif Bill Dial et l'acteur Cleavant Derricks, ce dernier sentant qu'une fin définitive pour la série ne pourrait pas satisfaire les fans, toujours avides de nouvelles histoires.

## Actualités

### Projet de film
Robert K. Weiss, le cocréateur de Sliders déclare aux fans son intention de la porter sur grand écran entre fin 2000 et début 2001. Il fait ces commentaires en réponse aux questions posées par les fans dans un tchat en ligne. Weiss y explique qu'il souhaitait replacer l'action du film dans les deux premières saisons et ainsi reprendre le casting initial, qui avait beaucoup plu aux téléspectateurs, bien qu'aucune négociation n'ait commencé avec les acteurs. Une fois le script terminé, il lui faudrait convaincre Universal, qui possède les droits sur la série, d'accepter de lancer le projet cinématographique.
Certains sites, comme Cinescape online, mettent en doute le fait de pouvoir réunir à nouveau le casting original qui a également réagi sur ce projet : […] Weiss espère réunir le cast original, ce qui sera sans doute difficile à faire avec la carrière ascendante de Jerry O'Connell. Quant à la possibilité de faire revenir dans le film le personnage d'Arturo, interprété par John Rhys-Davies, Weiss a simplement écrit : « Je ne peux rien dire… :-) » Weiss tenta d'écrire un script qui aurait permis aux initiés et non initiés de Sliders, de pouvoir être satisfait. Il ajouta : « Ne comptez pas sur un film où Quinn et ses amis rentreront nécessairement chez eux. »
Le problème actuel[Quand ?] est donc de réunir les acteurs originaux.
Cleavant Derricks, interprète de Rembrandt, se montra enthousiaste quant à sa participation au film si on venait le lui demander "Robert Weiss, un des meilleurs producteurs avec qui j'ai eu la chance de travailler. Il a toujours conservé de la tendresse pour ce show. Lui et Tracy Tormé ont discuté. Je suis sur le point de m'entretenir avec Tracy cette semaine, parce que Tracy a précisé qu'il avait besoin de me parler à propos de quelques idées dont ils avaient débattu. J'espère que si cela se concrétise, cela se fera avec le cast original, car j'adorerais rendre ça aux fans. Mais ça ne me dérangerait pas de le faire également avec les nouveaux acteurs (Robert Floyd et Tembi Locke), parce que j'ai eu beaucoup de plaisir avec tous ces gens, et je pense qu'ils ont leur mot à dire en termes de glisse."
Jerry O'Connell, est l'acteur à qui la série rapporta le plus de succès. En plus de ses nombreuses apparitions à la télé et au cinéma, Jerry comme Cleavant ne serait pas contre l'idée de participer au film et aurait même rencontré les cocréateurs pour discuter de l'adaptation de la série au cinéma. Jerry a déclaré : « Je vais rencontrer Weiss la semaine prochaine pour discuter de la possibilité d'un film Sliders. Un film Sliders… voilà qui pourrait être amusant ! »
Rappelons que Jerry a quitté la série à la fin de la saison 4 entre autres à cause d'une dispute lors de la renégociation de ses contrats de production relatifs à la série.
Toutefois, Jerry a ajouté quelques réserves par la suite lors d'un tchat internet: « Ça m'intéresse, mais il n'y a rien de très sérieux pour l'instant. Je ne le ferai que si le scénario est bon ET si je peux jouer avec mon frère Charlie à nouveau. »
John Rhys-Davies n'a fait aucune déclaration publique au sujet du projet de film.
Tracy Tormé, le cocréateur a pour sa part déclaré qu'il n'utiliserait pas les personnages issus des saisons 4 et 5 produites par Syfy, ni les Kromaggs. Il souhaitait revenir aux origines de Sliders, et rester fidèle à l'esprit des deux premières saisons. Tormé n'ayant pas travaillé sur les dernières saisons, il ne désire pas utiliser les intrigues qu'il ne connait pas bien avec des personnages dont il ne sait pas grand chose. Tormé a toutefois précisé que les fans, à l'affût, ne devraient pas "retenir leur souffle" en attendant un éventuel film Sliders.
Toutefois, aucune nouvelle information n'est venue étayer ces déclarations et aujourd'hui, un projet de film semble peu probable.

### Projet d'unrevival
En 2019, Jerry O'Connell et John Rhys-Davies ont tous deux parlé d'une reprise potentielle de la série. Selon John, Jerry O'Connell avait eu des entretiens privés avec lui sur une éventuelle reprise. Les deux ont parlé à NBC à ce sujet, car les droits de distribution de Sliders seraient détenus par NBCUniversal. Jerry O'Connell a également déclaré que Tracy Tormé  était également intéressé par un renouveau.
En juillet 2021, Tormé déclare lors d’un live sur YouTube, « The Masters of the genre », qu'ils sont en train de rebooter Sliders. Lors d'un second live diffusé le 23 septembre 2021, il explique avoir rencontré des exécutifs d'Universal lors de deux réunions pour pouvoir présenter son projet. Il précise que les droits restent aujourd'hui attribués à Universal. Il mentionne que cette nouvelle version de Sliders devrait compter cinq glisseurs, dont deux glisseurs de la série originale. Nos aventuriers seraient restés coincés sur une Terre durant 25 ans, dans l'attente de la fenêtre d'opportunité. Il évoque notamment avoir échangé avec Jerry O’Connell, John Rhys-Davies et Cleavant Derricks (Sabrina Lloyd s’est retirée du métier et vit désormais au Canada et au Kenya). De plus, Tracy Tormé explique qu'il souhaite revenir aux bases de Sliders, un mélange de science-Fiction et de satire, destinée à faire réfléchir, tout en divertissant. Il fait également part de son désir de vouloir ramener le personnage de Conrad Bennish Jr. et éventuellement celui de Logan Saint-Clair.
En Janvier 2024, Tracy Tormé est décédé des suite d'une longue maladie.
En janvier 2025, Jerry O’Connell suggère que le reboot de Sliders devrait suivre l’approche des deux premières saisons.

## Concepts et théories
Le principe de base à l'existence de monde parallèles serait l'intrication quantique. Il s’agit d’un phénomène dans lequel deux particules sont liées, peu importe la distance qui les sépare, l’état de l’une déterminant celui de l’autre.
La série utilise la notion de trou de ver pour accéder à un monde parallèle. Elle parle de pont Einstein Rosen Podolsky par rapport à la glisse.
Les trous de ver découlent de la théorie de la relativité d'Einstein. La science tend à admettre leur existence dans la nature à partir des trous noirs.
Selon Einstein et Rosen, il serait impossible de traverser le pont Einstein-Rosen en raison du caractère instable des fluctuations quantiques. Pourtant, Quinn y parvient à partir d'un trou de ver artificiel crée chez lui dans son sous-sol.
La série ne montre pas de quelles théories sont issues les équations sur lesquelles se base Quinn. Il est probable qu'il utilise les équations relativistes, la théorie du champ unifié et la théorie de la gravitation quantique à boucles (puisque le générique de la série présente une succession d'images de la Terre en spirale). 
La série aborde également des croyances telles que la magie, la mythologie tout en les revisitant. On a, par exemple, la détectrice d'eau pure Devin grâce à sa pierre sacrée probablement une aigue-marine et la cité du Verseau dans un monde d'eau pure (Desert storm).

## Uchronies
Les scénaristes de la série ont créé une uchronie par épisode. En voici quelques exemples :
- L'URSS a conquis les États-Unis.
- Les dinosaures n'ont pas disparu.
- Les Pharaons dominent le monde.
- L'Amérique du Nord est restée une colonie britannique.
- L'Amérique du Nord est restée une colonie française.
- Le rôle des femmes et le rôle des hommes sont inversés.
- L'État de Californie a fait sécession et est devenu une nation libre et indépendante.
- L'État du Texas s'est agrandi, et a absorbé la Californie.
- Les États-Unis sont entrés en guerre contre le Mexique et leur économie s'est effondrée.
- Einstein a participé à la création de la bombe atomique (voir Robert Oppenheimer et Alan Turing) alors que dans la réalité Einstein n'a jamais participé directement au projet.
- La pénicilline n'a pas encore été découverte, et seules les personnes les plus riches ont accès aux remèdes disponibles. Les plus défavorisés finissent leur vie sans possibilité de se soigner et succombent aux maladies pourtant facilement guérissables.
- Dans un des univers visités, le monde de Chronos, le temps s'écoule apparemment en sens inverse du temps habituel. Les héros vivent d'abord l'incarcération, puis les évènements qui les auront amenés là.

Les différentes uchronies sont basées sur des spéculations cosmologiques et physico-quantiques.
Les scénarios dérivent des paradoxes développés dans la science-fiction depuis plusieurs siècles.
Ces uchronies sont élaborées à partir du concept Et si ... de la série rappelé dans le monologue au début du thème musical du générique d'ouverture de chaque épisode. 
Ces uchronies sont mises en avant dans le monologue de la saison 2 prononcé par Quinn : « Et si on pouvait voyager dans des mondes parallèles ? La même Terre au même moment, mais dans des dimensions différentes. Un monde où les Russes règnent sur l'Amérique, où vos rêves de devenir une superstar se réalisent, où San Francisco est une prison de haute sécurité. J'ai découvert le passage, les amis ! Le seul problème, c'est de trouver un moyen de rentrer. »

## Génèse
Lors d'une interview de Tracy Tormé figurant dans un bonus du DVD de la saison 1 de la série, on apprend que l'idée de Sliders lui est venue en 1994 en regardant l'image d'un magazine avec deux Terres côte à côte et en lisant un passage d'un livre sur George Washington qui échappe de peu à la mort après avoir été blessé par balle par un Anglais pendant la guerre d'indépendance et c'est ainsi que naît le concept Et si ... Il a ensuite rencontré Robert K Weiss. Il écrit avec lui un pitch sur des voyageurs qui visitent des terres parallèles mais qui ne peuvent pas revenir chez eux et qui s'inspire de la série télévisée Au cœur du temps. Il écrit l'épisode pilote avec un mix de science-fiction et de satire pleine d'humour noir.

## Accueil
Les deux premières saisons ont plutôt été bien accueillies par la critique et le public bien que les audiences de la saison 1 soient moyennes. On apprend que la série a été sauvée à la fin de ces saisons par la mobilisation des fans. À l'inverse, la saison 3 séduit moins et la série n'est pas reconduite par la Fox. En France les deux premières saisons connaissent également du succès et le déclin arrive au cours de la diffusion de la saison 3. M6 repoussera même la diffusion de la fin de la saison 3.
La critique comme les fans n'ont pas compris le changement de ton de la série à partir de la saison 3.
La série sera ensuite repêchée sur la chaîne du câble Sci Fi Channel pour deux saisons. M6 ne croyant plus à la série finira quand même par diffuser la 4e saison, sous la pression des fans.
Les saisons 3, 4 et 5 sont considérées par certains fans comme un détournement de la série : elles montrent en effet un changement d'esprit du scénario. D'autres fans pensent que c'est seulement à partir de ce moment-là que Sliders commence à devenir intéressant.[réf. nécessaire]

## La série

### 1) Les lieux de l'action

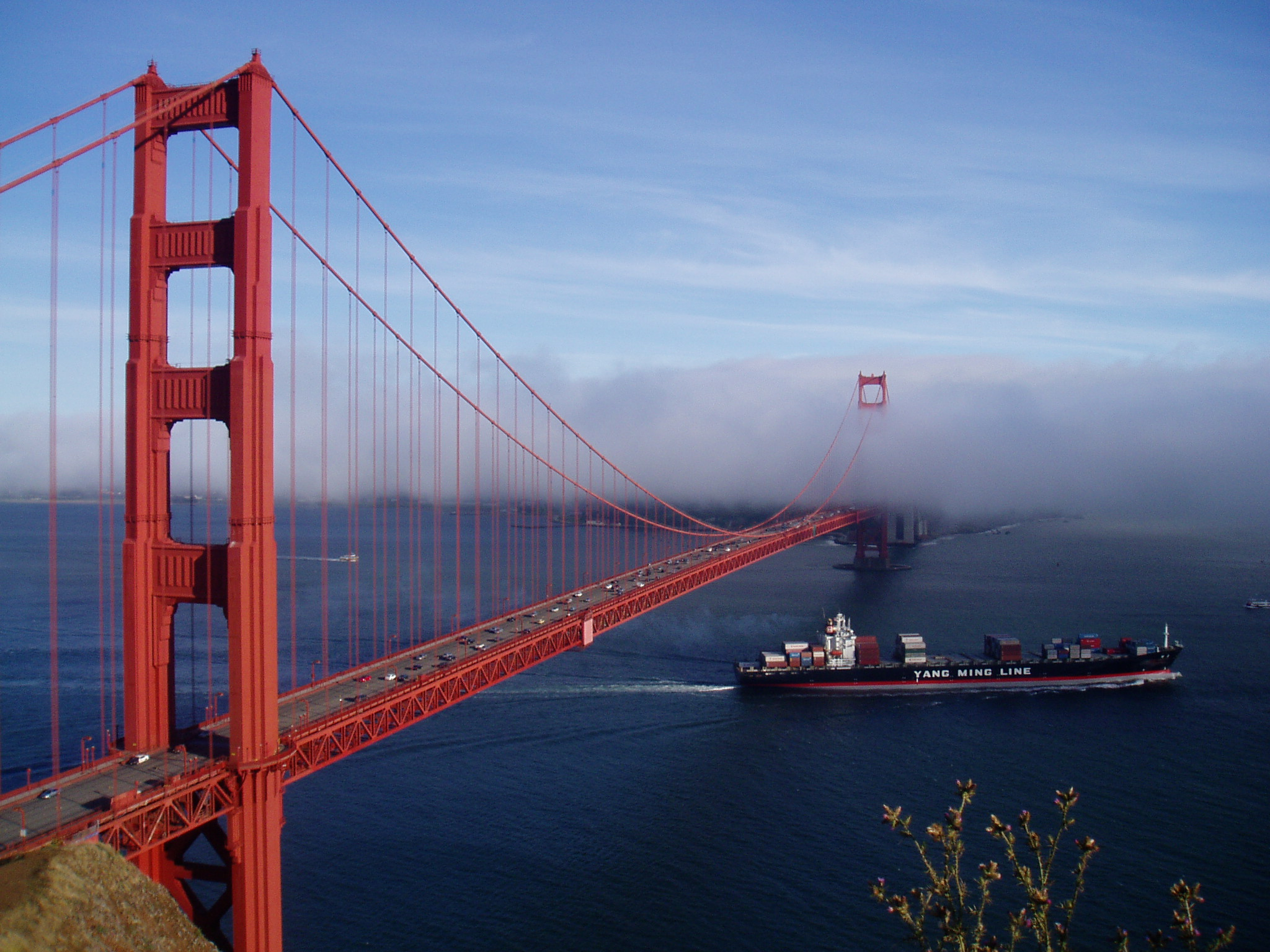
San Francisco, là où se passe une bonne partie de la série.

Le début du récit se passe à San Francisco, bien que la série soit tournée la plupart du temps à Vancouver au Canada. Outre des plans sur le pont du Golden Gate, l'avenue avec ses maisons aux façades victoriennes, dont la maison de Quinn, et le tramway ; on y aperçoit aussi un parc où figure la statue d'Abraham Lincoln. On y voit également des personnages récurrents comme le directeur de magasin où travaillent Wade et Quinn. Cette ville est revisitée en fonction des mondes dans lesquels les Sliders posent le pied.
La série fait allusion dans certains épisodes au séisme de 1989. L'épisode Saison 2 Un monde carcéral fait même de San Francisco une prison à ciel ouvert en raison des séismes et du Big One.
À la fin de la saison 2, la production a décidé de déménager le tournage de la série de Vancouver, en Colombie-Britannique, à Los Angeles, en Californie (en raison du désir d'une augmentation de la supervision du travail sur la série par les dirigeants du réseau Fox), ce qui nécessite un ajustement de créativité dans la climatologie des histoires futures. Alors que la région de Vancouver était très verte, « luxuriante » et pluvieuse, les paysages environnants de Los Angeles ont apporté une grande palette de couleurs « plus claires » à la série, y compris, pour la première fois, un désert.
Le premier hôtel dans le début de Sliders à San Francisco est situé à Vancouver. The Chandler Hotel à Los Angeles dans la saison 4 est situé à San Francisco et s'appelait dans la saison 3 de son vrai nom The Chancellor Hotel.

### 2) Le style du récit
Le début de la série, notamment les deux premières saisons, est conçu par Tracy Tormé. Ce début insiste sur les enjeux sociopolitiques et valeurs traditionnelles de l'Amérique. L'épisode pilote un téléfilm Le monde selon Lénine présente par exemple une Amérique occupée par les Russes et la résistance américaine. Ainsi les Sliders peuvent se retrouver sur ces valeurs traditionnelles de leur terre à savoir la foi protestante, la démocratie.

### 3) Quand la réalité rattrape la fiction
L'épisode Saison 2 Un monde carcéral utilise la surveillance électronique avec les bracelets électroniques comme un mode courant de surveillance alors qu'elle était en 1995 au stade expérimental et posait des questions d'éthique.
L'épisode Saison 1 Un monde au féminin fait d'Hillary Clinton la présidente des États-Unis, ce qui s'avère étrangement une possibilité en 2016.
L'épisode Saison 3 Un monde retrouvé est un épisode très spécial de la vie de Tracy Tormé. Il conçoit cet épisode alors que son père est malade. Les Sliders atterrissent dans un monde presque semblable à leur terre où le double de Quinn est un petit garçon venant de perdre son père. Cet instant affecte Quinn qui se rappelle de son passé une période où il souffrait de harcèlement scolaire, où il se sentait seul et où il était amoureux de son institutrice.

### 4) La diffusion
La saison 1 a été diffusé en France à partir d'avril 1996 sur M6 (aux États-Unis sur la Fox un an plus tôt). M6 a également diffusé la saison 2 la même année, la saison 3 en 1997 et 1998 et la saison 4 en 2000 (la Fox seulement les trois premières de 1995 à 1997) tandis que 13e Rue (filiale de Sci Fi) a diffusé la saison 5 en 2004 en France (Sci Fi les saisons 4 et 5 aux États-Unis en 1999 et 2000).
M6 n'a pas diffusé certains épisodes de la saison 3 en 1997. La série prenait un ton de moins en moins en phase avec un public familial. Sliders était diffusé la semaine à 18h et parfois à 19h.
La Fox et M6 n'ont pas diffusé certains épisodes dans l'ordre. Saison 1 « Un monde hippie » a par exemple été interverti avec « Un monde sans maladie ». Ces changements opérés sont toujours présents dans les rediffusions et sur les DVD.

### 5) Les effets spéciaux
Les effets spéciaux sont nettement supérieurs dans certains épisodes où l'on voit assez bien les effets transparents et aspirants de la glisse.
Certaines fenêtres de glisse sont rouge clair lors de certains épisodes tels que Un monde d'envahisseurs dans la saison 2.
La fenêtre de glisse n'a plus le même aspect visuel dans la saison 4, ce qui constitue une anomalie au niveau de la cohérence avec les premières saisons.

### 6) Intrigues abandonnées
La série n'a pas donné suite au cliffhanger de la fin de l'épisode Saison 2 Un monde d'envahisseurs où l'on voit les sliders espionnés.
La relation amoureuse naissante Wade-Quinn lors des deux premières saisons n'est pas prise en compte dans la saison 3. Lors du premier épisode de la saison 3, on apprend que pour Quinn Wade est juste une amie alors qu'ils s'étaient rapprochés durant les deux premières saisons.
Lors d'interviews de Tracy Tormé comme celle en 2001 à Génération Séries, on apprend qu'il a quitté Sliders, car il n'était plus d'accord sur la ligne scénaristique avec la Fox. La chaîne souhaitait mettre l'accent sur l'action et moins sur la satire et la réflexion. Il exprime également que les relations avec la Fox n'étaient déjà pas simples lors des deux premières saisons. Par exemple, la Fox ne souhaitait pas que les épisodes se suivissent dans un ordre précis. Or le créateur de la série estimait que c'était important.

## Nominations et récompenses
1995 Turner award lors de la 5e cérémonie annuelle des Environnement Media Awards pour le scénariste Jon Povill concernant le dernier épisode de la saison 1 Un monde parfait (Luck of the draw) pour avoir traité le sujet du problème de la croissance démographique.
1996 Nomination aux Emmy Awards dans la catégorie Meilleur montage sonore pour une série.
1996 Nomination au Motion Picture Sound Editors Golden Reel Award concernant l'épisode In dino veritas pour Anthony Marinelli.

## DVD
| Intitulé du coffret DVD | Nombre d'épisodes | Sortie                 | Sortie               | Nombre de disques | Société de distribution  |
| Intitulé du coffret DVD | Nombre d'épisodes | Drapeau des États-Unis | Drapeau de la France | Nombre de disques | Société de distribution  |
| ----------------------- | ----------------- | ---------------------- | -------------------- | ----------------- | ------------------------ |
| Sliders - Saisons 1 & 2 | 10 & 13           | 27 août 2004           | 5 décembre 2006      | 6                 | Universal Pictures Vidéo |
| Sliders - Saison 3      | 25                | 19 juillet 2005        | 24 avril 2007        | 6                 | Universal Pictures Vidéo |
| Sliders - Saison 4      | 22                | 25 mars 2008           | 23 mai 2008          | 6                 | Universal Pictures Vidéo |
| Sliders - Saison 5      | 18                | 17 janvier 2012        | 27 juillet 2010      | 5                 | Universal Pictures Vidéo |

Les saisons 1 et 2, étant plus courtes que les autres, sont rassemblées dans le même coffret DVD. Ces quatre coffrets ont pour particularité leur packaging comportant un fourreau cartonné ayant en point commun le gris métallisé et une couleur dominante (« violet » pour les saisons 1 & 2, « orange » pour la saison 3, « vert » pour la saison 4 et « bleu » pour la saison 5) ainsi que trois boîtiers fins translucides groupant chacun deux DVD mais sans jaquette dans les boîtiers. Contrairement au premier coffret dont les boîtiers DVD sont simplement translucides, les trois autres adoptent la couleur dominante du fourreau. Ces DVD sont au format 4/3.
Un nouveau coffret réunissant cette fois-ci chaque saison sort le 2 octobre 2024 soit 29 ans après la sortie du premier épisode. Ce nouveau coffret a la particularité de proposer des DVD au format 16/9.
La série a aussi été adaptée en comic books, dont une dizaine sont parus aux États-Unis. Aucun d'entre eux n'a été traduit et exploité en France.